# Atuntaqui Fútbol Club
El Atuntaqui Fútbol Club es un equipo de fútbol profesional de Atuntaqui, Provincia de Imbabura, Ecuador Fue fundado el 14 de enero de 2012 y se desempeña en la Segunda División.
Está afiliado a la Asociación de Fútbol Profesional de Imbabura.